# Acer hilaense
Acer hilaense — вид квіткових рослин з родини сапіндових. Це мале вічнозелене дерево.

## Опис
Дерево до 10 метрів заввишки. Кора сіра, шорстка. Гілочки голі, нинішнього року пурпурувато-коричневі, старші темно-бурі. Листя стійке; ніжка пурпурувато-коричнева, 2.5–3 см, тонка; листкова пластинка абаксіально (низ) сіро-зелена, адаксіально темно-зелена й гола, подовжена, яйцювата чи майже округла, 6–8 × 2.2–3 см, край цільний, основа округла, верхівка загострена чи коротко загострена. Супліддя щиткоподібні, 3.5–4 см, сіро запушені. Плід пурпурно-коричневий; горішки сильно опуклі, яйцеподібні, ≈ 7 мм у діаметрі, жовтувато- чи сіро-запушені; крило з горішком 24–30 × 5–6 мм, крила гостро розправлені. Плодить у вересні

## Поширення
Ареал: Китай (зх. Юньнань). Росте у змішаних лісах на висоті ≈ 1500 м над рівнем моря.

## Використання
Повідомляється, що він має високу цінність для садівництва.